# Sho Inagaki
Sho Inagaki (født 25. december 1991) er en japansk fodboldspiller, som spiller for den japanske fodboldklub Sanfrecce Hiroshima.